# あなたを奪ったその日から
『あなたを奪ったその日から』（あなたをうばったそのひから）は、2025年4月21日から6月30日まで関西テレビ制作・フジテレビ系列の「月曜22時枠」にて放送されたテレビドラマ。主演は北川景子。

## あらすじ
当たり前のように娘の誕生日を祝う皆川紘海と皆川景吾。そこに突然の不幸が襲う。アナフィラキシーショックを起こした娘の皆川灯はわずか3歳で命を落としてしまう。
誕生祝に購入した惣菜店のピザにアレルギー物質の混入が疑われたが、惣菜店はアレルギー物質の混入を認めない。
甲殻アレルギーには細心の注意を払っていた紘海は、自分に落ち度があったのではないかという自責の念に苛まれつつも惣菜店が何らかの隠蔽をしているのではないかと疑念を抱く。また、惣菜店の社長である結城旭の「親にも責任がある」という心無い発言に怒りを覚える。
事件から一年後のある日、旭の娘である結城萌子がかくれんぼに夢中になるがあまり自宅から外へ出てしまう。度々、旭の自宅の近くまで来ていた紘海が萌子と出会う。紘海は萌子を衝動的に連れ去ってしまう。
萌子に中越美海と名前を付けて暮らし始める紘海。それは、灯の代わりとして萌子を見ているのか、旭への復讐として萌子を連れ去ったのか、自分でもわからないまま時間だけが過ぎていく。
一方、萌子を懸命に探す旭の元へ萌子の衣類が見つかったと警察から連絡が入る。それでも萌子の死を受け入れられない旭は、部下の望月耕輔とともに独自に捜索を続ける。
美海の成長に伴い、美海の出生に関する正式な記録がないことで就学などの手続きに支障が生じ始める。仕方なく景吾に連絡を取った紘海は、美海の出生について虚偽の申告をすることへの協力を依頼する。
食品事故の真相を突き止めるために紘海は、あえて旭が務める会社に入社する。旭に接触することで、隠蔽の事実を引き出せると考えるが、旭の人となりに触れることで真相を突き止めたいという思いが揺らぎ始める。
成長した美海は、自分の存在に違和感を感じ始める。紘海と似ていないこと、幼児期の写真がないこと、父親に関して紘海が口を閉ざすこと、紘海が何かを隠し持っていること。本当のことを知りたい美海は、紘海と衝突するようになる。
食品事故の真相、萌子の失踪、美海の出生、これらが絡み合いながら紘海、旭、美海が真実と向き合う時が来る。

## キャスト

### 主要人物
中越紘海（なかごし ひろみ） / 皆川紘海（みながわ ひろみ）
演 - 北川景子
主人公。「はちどり保育園」の調理師をしていた。10年前に3歳の娘・灯を食品事故で失う。事故の1年後、旭の次女・萌子を誘拐してしまい、娘の美海として共に暮らすことになる。中盤からは事故の真相や旭の秘密を探るべく、素性を隠して「タイナス」に中途入社し、スーパー「スイッチバック」事業部のお客様相談室に所属する。第7話終盤にて離婚前の姓が皆川であることが判明した。
結城旭（ゆうき あさひ）
演 - 大森南朋
10年前に食品事故を起こした惣菜店「Yukiデリ」の社長。アレルギー物質が混入した経緯は解明されず不起訴になったが、その後「Yukiデリ」は倒産する。現在は元妻・江身子の父・雅人の会社「タイナス」の社員となり、常務の職を務める。食品事故の一年後、次女・萌子が失踪する。

### 紘海の関係者
皆川景吾（みながわ けいご）
演 - 高橋光臣
紘海の元夫。灯の死後に離婚したが、その後再婚により新たな家庭を持つ。紘海が美海の出生に関する虚偽の手続きをする際、今後は一切関わらないという約束の上で協力する。
皆川灯（みながわ あかり）
演 - 石原朱馬
紘海と景吾の娘。10年前、誕生日に食べたとうもろこしピザにアレルギー物質であるエビが混入していたことでアナフィラキシーショックを起こし、わずか3歳で亡くなっている。
小石川雪子（こいしかわ ゆきこ）
演 - 原日出子
「はちどり保育園」園長。紘海が娘を失った以外にも口外できない何かを抱えていることを感じながらも必要以上に詮索はせず、献身的に支える。
野口初芽（のぐち はつめ）
演 - 小川李奈
紘海の隣に引っ越してきたガールズバー店員。当初、紘海が他者との接触を控えていたこともあり、中越親子との接点はなかったが、夜の仕事のため日中は家にいることから、紘海の代わりに幼少期の美海の面倒を見たり、美海が成長してからは彼女の話し相手となっている。

### 旭の関係者
結城梨々子（ゆうき りりこ）
演 - 平祐奈
旭の長女。母親が家を出てから、父と妹と3人で暮らしていた。どこか心が歪んでいる。高校生だった当時、「Yukiデリ」のヘルプをしていたが、ある日店に出すピザを調理中に誤ってエビを入れてしまい、直前に取り除いたものの完全に取り切れていなかったため、後に起きた食品事故に繋がってしまった。しかし父の旭によってこのことは長年隠蔽されてきた。大学卒業後は「ヴェラーレ美容クリニック」で働いていたが、ネットに食品事故の真犯人であることが流されたことにより職を失い、ハローワークで職探しをする状況に陥った。
玖村毅（くむら たけし）
演 - 阿部亮平（Snow Man）
大学時代に梨々子の家庭教師をしていた男性。ごく普通の人生を歩んできたが、梨々子がセクハラされたとネットに虚偽の情報を拡散したため、決まっていた就職の内定を取り消されてしまう。どうにか「有限会社大﨑ベンディングサービス」でベンダーとして働いていた際、納品先の「はちどり保育園」で紘海に出会うが、結城親子から受けた不当な扱いを紘海に漏らす。梨々子から紘海の写真を見せられたことで、紘海が旭の部下であることを知る。紘海の過去を探るため「はちどり保育園」を訪れ、そこで知った紘海の正体を旭と梨々子に伝える。その後は、セクハラ虚偽情報が勤務先に知られてしまい、ベンダーの職も失った。腹いせに梨々子が犯した食品事故の情報をネットに書き込んだ。
結城萌子（ゆうき もえこ） / 中越美海（なかごし みみ）
演 - 3歳時：倉田瑛茉、6歳時：前田花、中学生時：一色香澄
旭の次女。食品事故の1年後、3歳の時に紘海に誘拐され、彼女の娘・中越美海として暮らすようになる。鉄道オタク。
木戸江身子（きど えみこ）
演 - 鶴田真由（第2話 - ）
旭の元妻、「タイナス」会長・雅人の娘。萌子を産んだあと育児放棄になり、離婚して家を出て行っている。現在はスナック「蝶」で雇われママとして働いている。心が歪んでいる梨々子を心配している。

### 週刊さざなみ
出版社「文波社」発刊の週刊誌
東砂羽（あずま さわ）
演 - 仁村紗和
編集部 記者。Yukiデリの食品事故は事故でなく、業務上過失致死ではないかと疑い執拗に調べる。実は鷲尾勇の娘であり、食品事故の真相を鷲尾が亡くなる直前に聞かされていた。
元木愛美
演 - 村岡希美
編集部 デスク。東の上司。曰く「女性の記者は嫌い」。第3話で編集長に昇進したものの女性ということもあり降格させられた。

### タイナス
三浦勝昭（みうら かつあき）
演 - 大浦龍宇一（第4話 - ）
旭の部下。
村杉結愛（むらすぎ ゆあ）
演 - 田山由起（第4話 - ）
旭の部下。
鳥谷陸翔（とりたに りくと）
演 - 内藤秀一郎（第4話 - ）
旭の部下。
木戸雅人（きど まさと）
演 - 中原丈雄（第3話 - ）
会長。江身子の父親で旭の元義父・上司。

### Yukiデリ
鷲尾勇（わしお いさむ）
演 - 水澤紳吾
惣菜店の調理責任者。食品事故を起こした当事者とて疑われていたが、事実無根であり、食品事故を隠蔽しようとした旭に従わずに「タイナス」への再雇用も拒絶した。病魔に侵されており、ほどなく他界した。
望月耕輔（もちづき こうすけ）
演 - 筒井道隆
旭の大学時代のサークルの後輩。「Yukiデリ」倒産後は、旭の部下として「タイナス」で働いている。旭に絶対的な信頼を寄せ、食品事故が起きた後も旭のそばで執行役員として彼の再始動を応援する。しかし、萌子の捜索活動を続けているうちに旭の言動に不信感を抱くようになり、旭の元を去ることになった。その後は、居酒屋を開業した。

### ゲスト

#### 第1話
西村
演 - 竹口龍茶（第2話）
東都新聞 記者。「Yukiデリ」の記者会見で結城社長を糾弾する。
保護者
演 - 吹越ともみ、天野はな
「はちどり保育園」に通う園児の保護者。
医師
演 - 羽田野玄多
灯が運び込まれた病院の医師。手当の甲斐もなく灯が亡くなったことを告げる。
講師
演 - 藤山京子
紘海と旭が通う「クラッセ料理教室」の講師。
レポーター
演 - 緑川静香（第9話）
「Yukiデリ」の食品事故を現場や記者会見場からレポートする。
園児
演 - 赤松那音
「はちどり保育園」の園児。灯を亡くしたばかりの紘海に、先生ではなくお母さんと呼べ、と言われる。

#### 第2話
医師
演 - 児玉頼信
紘海が熱を出した萌子を連れて行く「冬平医院」院長。
女性
演 - 兎本有紀
夜中に「冬平医院」に来た紘海の応対をする女性。
刑事
演 - 池村匡紀（役名：池村）、出合正幸
失踪した萌子の捜査をする警視庁西深川警察署 刑事。
記者
演 - 井内勇希、大﨑翔
萌子失踪事件について旭に取材する記者。
アナウンサー
声 - 西川あやの
テレビで萌子失踪事件を報じるアナウンサー。

#### 第3話
職員
演 - 三浦圭祐
杉並区役所西高井戸総合支所 戸籍住民課 職員。無戸籍の美海のことを紘海から相談される。
部下
演 - 森本のぶ（最終話）、高木トモユキ（最終話）
旭の自宅で手料理を振る舞ってもらう部下。
情報提供者
声 - 田坂秀樹
萌子の居場所を知っている、と旭に電話してくる男性。

#### 第4話
丸尾
演 - 渡部遼介（第7話）
「タイナス」人事部長。紘海が受けた中途採用試験の面接官。
面接官
演 - 鳥谷宏之
紘海が受けた「タイナス」中途採用試験 面接官。
社員
演 - 辻川慶治
紘海を控室から面接会場まで連れて行ったスタッフ。
店長
演 - 田中英樹（第6話・第10話・最終話）
「創作旬鮮酒場 やぐら」店長。
スタッフ
演 - 齊藤友暁
自動販売機の管理をしている「大﨑ベンディングサービス」の補充スタッフ。

#### 第5話
マスター
演 - 吉見征樹
「純喫茶マリモ」マスター。

#### 第6話
柊大地
演 - 小林虎之介（第7話・第8話）
美海が列車を見に行く駅の駅員。不審者から美海を救ったことをきっかけに美海から淡い恋心を寄せられる。鉄道の職に就くことを希望している美海へ鉄道に関する説明をする。既婚者。
舞香
演 - 森山みつき（第8話）
「ヴェラーレ美容クリニック」の受付で働く梨々子の同僚。
スタッフ
演 - 久保山知洋
スーパー「スイッチバック」碑文谷店スタッフ。
男性
演 - 比佐仁
転んでケガをした美海に話しかける男性。

#### 第7話
島美織
演 - 岡本玲
正臣の娘。息子を連れて東京に遊びに来ている。目を離した際、比呂がぶどうを喉に詰まらせてしまい窒息しそうになったところを紘海に助けてもらったが、自分の非を認めなかった。親がシングルの家庭は子供が乱暴になるという偏見を持っている。
藤田正臣
演 - 大門正明
関西の大手デベロッパー「関西中央地所」会長。西宮のショッピングセンター「ミッドパークモール」に「スイッチバック」を出店させる計画を進めている。
女子高生
演 - りりか
駅のホームで柊に手作りクッキーを渡す女子高生。
島比呂
演 - 市野叶
美織の息子、正臣の孫。ぶどうを喉に詰まらせて窒息しそうになったところを紘海が吐き出せて命を救われる。

#### 第8話
保育士
演 - 山口知紗、竹島由夏（第1話）
玖村に紘海のことを聞かれる「はちどり保育園」保育士。
医師
演 - 石神まゆみ
薬を大量服用した梨々子が搬送された病院の医師。

#### 第9話
管理人
演 - しのへけい子
紘海が住んでいる「コーポ船森」の管理人。望月に彼女の娘の事を聞かれる。
スタッフ
声 - 小嶋遼平
旭が携帯電話の番号の持ち主の特定を依頼した「たちばな興信所」のスタッフ。

#### 第10話
同僚
演 - 小野ゆたか
「大﨑ベンディングサービス」の玖村の同僚。梨々子が過去にネットに流した噂が社内に蔓延している、と玖村に耳打ちする。

#### 最終話
塩崎洋一
演 - ラブ守永
ネットニュースサイト「ドットコムニュース」の記者。タイナスの記者会見で萌子の誘拐疑惑を旭に問う。
司会者
演 - 岡安譲
「タイナス」記者会見の司会者。

## スタッフ
- 企画 - 水野綾子[1]
- 脚本 - 池田奈津子[1]
- 音楽 - 村松崇継[1]
- 主題歌 - back number「ブルーアンバー」（ユニバーサル シグマ）[44]
- リーガルアドバイザー - 芦原愛一郎
- 医療監修 - 堀エリカ
- 警察監修 - 古谷謙一
- 演出 - 松木創[1]、淵上正人、本間利幸、大﨑翔
- プロデューサー - 三方祐人[1]
- 制作 - 関西テレビ、共同テレビ[1]

## 放送日程
| 話数                                                         | 放送日  | サブタイトル                                      | 演出     | 視聴率 |
| ------------------------------------------------------------ | ------- | ------------------------------------------------- | -------- | ------ |
| 第1話                                                        | 4月21日 | 事故で娘失った母の復讐、開幕                      | 松木創   | 6.0%   |
| 第2話                                                        | 4月28日 | 誘拐した少女との秘密の生活に…迫る捜査網           | 松木創   | 4.6%   |
| 第3話                                                        | 5月05日 | 誘拐し3年…少女を実の娘にするため母は？            | 淵上正人 | 5.0%   |
| 第4話                                                        | 5月12日 | 罪を忘れた男を許さない…母の復讐心再燃！           | 淵上正人 | 4.7%   |
| 第5話                                                        | 5月19日 | 正体隠し…「娘の死の真相隠す男」の部下に           | 本間利幸 | 5.0%   |
| 第6話                                                        | 5月26日 | 娘の初恋が引き金…“身バレ”危機に母は？             | 松木創   | 4.2%   |
| 第7話                                                        | 6月02日 | 別荘接待に潜入…事件の鍵握る長女？梨々子に最接近！ | 大﨑翔   | 4.5%   |
| 第8話                                                        | 6月09日 | 真相に近づく母…行く手阻む過去知る者たち           | 淵上正人 | 5.0%   |
| 第9話                                                        | 6月16日 | 遂に隠蔽された真実が明らかに…その時母は           | 淵上正人 | 5.0%   |
| 第10話                                                       | 6月23日 | 誘拐が明るみに…母に迫る報い、そして償い           | 松木創   | 5.6%   |
| 最終話                                                       | 6月30日 | もう一度、会いたい…二つの家族が辿り着く“終着駅”   | 松木創   | 5.6%   |
| （視聴率はビデオリサーチ調べ、関東地区・世帯・リアルタイム） |         |                                                   |          |        |